# ادموند لبورتون
ادموند لبورتون (انگلیسی: Edmond Leburton; زاده ۱۸ آوریل ۱۹۱۵ – درگذشته ۱۵ ژوئن ۱۹۹۷) یک سیاست‌مدار اهل بلژیک بود.